# The Return of Bruno
The Return of Bruno es el álbum debut del actor Bruce Willis.  Fue publicado por Motown Records en 1987 y Willis interpretó como vocalista, junto a músicos como Booker T. Jones, Ruth Pointer y The Temptations.
El álbum alcanzó el puesto 14 en Billboard. El sencillo "Respect Yourself" alcanzó el puesto 5 en el Billboard Hot 100 singles y el número 7 en el Reino Unido.  Los demás singles, "Young Blood" y "Under the Boardwalk" tuvieron menor acogida situándose en los puestos 68 y 59, respectivamente. Sin embargo, en Gran Bretaña "Under the Boardwalk" fue un enorme éxito, alcanzando el número 2 en las listas de éxitos y convirtiéndose en 12º sencillo más vendido en el Reino Unido en ese año.

## Lista de canciones
1. "Comin' Right Up" (Brock Walsh) – 3:30
2. "Respect Yourself" (Luther Ingram, Mack Rice) – 3:53
3. "Down in Hollywood" (Ry Cooder, Tim Drummond) – 5:20
4. "Young Blood" (Jerry Leiber, Doc Pomus, Mike Stoller) – 4:08
5. "Under the Boardwalk" (Kenny Young, Arthur Resnick) – 3:03
6. "Secret Agent Man / James Bond Is Back" (Steve Barri, P. F. Sloan) / (John Barry) – 4:48
7. "Jackpot (Bruno's Bop)" (Robert Kraft, Bruce Willis) – 4:12
8. "Fun Time" (Allen Toussaint) – 3:38
9. "Lose Myself" (Larry John McNally, Jon Lind) – 3:56
10. "Flirting with Disaster" (Brock Walsh, Jeff Lorber) – 4:33